# Edmonda Aldini
Edmonda Aldini (Reggio Emilia, 15 marzo 1934) è un'attrice italiana.

## Biografia
Edmonda Aldini nasce a Reggio Emilia, nel piccolo nucleo di Ca' di Rocco. A 14 anni vince un concorso con borsa di studio e viene ammessa, prima dell'età minima, all'Accademia d'arte drammatica, diretta da Silvio D'Amico. Nel 1951 si diploma, assieme ad attori del calibro di Luigi Vannucchi, Glauco Mauri, Franco Graziosi e all'allora allievo regista Andrea Camilleri. Debutta, e si fa immediatamente notare per le sue doti recitative, come attrice drammatica teatrale a San Miniato, nel 1953, ne I dialoghi delle Carmelitane, nel ruolo di suor Costanza.
Nel 1955 è a fianco di Vittorio Gassman, con il quale recita per diversi anni ricoprendo parti di eccezionale difficoltà. Tra le opere migliori di quel periodo si ricordano: l'Ornifle di Jean Anouilh (1957), il dramma a sfondo sociale Alla periferia di Federico Zardi, la memorabile interpretazione in Oreste di Vittorio Alfieri, di una bellissima Clitennestra, tutta giocata sui registri bassi, fino al Gioco degli eroi televisivi (1963), grande successo di critica e di pubblico, nel quale sosteneva tutti i ruoli femminili, dalla regina Atossa de I Persiani di Eschilo a Maria nel Pianto della Madonna di Jacopone da Todi.
Molto presente anche nella prosa radiofonica della Rai, dagli anni cinquanta.

### Al Piccolo di Milano

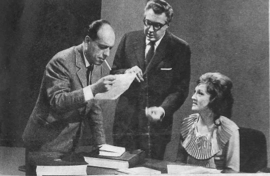
Da sinistra, gli scrittori Ottiero Ottieri e Luigi Silori, con la Aldini, nel 1963

Nel 1961 è al Piccolo Teatro di Milano nello Schweyk nella seconda guerra mondiale di Bertolt Brecht, perfettamente a suo agio.
Nel 1963 interpreta il film Ro.Go.Pa.G., nell'episodio diretto da Pier Paolo Pasolini. Dallo stesso anno al 1966 si concede una parentesi televisiva, dapprima conducendo L'approdo, successivamente affiancando Luigi Silori nel programma culturale Libri per tutti, in cui il conduttore invitava l'attrice a leggere brani di autori contemporanei.
Torna poi a teatro, con la parte di Bradamante nel fortunato Orlando furioso di Luca Ronconi-Edoardo Sanguineti, a Spoleto prima, poi nelle piazze italiane (1969), e con Francesca Benedetti e Virginio Gazzolo e altri, tra i fondatori della Comunità Teatrale Emilia Comunità Teatrale Emilia Romagna.
Nella stagione teatrale 1968-1969 partecipa alla rappresentazione della pièce Un quarto di vita di Giorgio Gaslini; rappresentata in prima nazionale al Teatro Regio di Parma, vede la partecipazione, tra gli altri, di Duilio Del Prete - suo compagno anche nella vita - Andro Cecovini, Gabriella Ravazzi, Daisy Lumini, Franca Mazzola e i gruppi I Nuovi Angeli e i Funamboli; la Aldini partecipa anche alla realizzazione del disco (pubblicato dalla Durium nell'estate del 1969).

### Gli anni Settanta
Attrice dalle multiformi possibilità, Edmonda Aldini ha legato il suo nome a interpretazioni importanti: da La figlia di Jorio, diretta da Roberto De Simone, con Giuseppe Pambieri e Elena Zareschi, a Ignorabimus di Arno Holz, diretto da Luca Ronconi al Fabbricone di Prato - ma con Ronconi occorre ricordare anche la straordinaria prova di attrice nel Riccardo III allo Stabile di Torino (era Lady Anna accanto a Gassman), Confessione scandalosa di Ruth Wolff (1977), nei panni e nelle vicissitudini più psicologiche che storiche di Cristina di Svezia, diretta da Giuseppe Patroni Griffi (con il quale interpretò anche Elettra nell'Oreste di Vittorio Alfieri, accanto a Remo Girone).
Negli ultimi anni l'attrice ha diradato le sue apparizioni, privilegiando le serate di poesia, per poi ritirarsi a vita privata.

### Edmonda Aldini cantante
Nel corso della sua carriera Edmonda Aldini è stata anche cantante, collaborando con il gruppo torinese di Cantacronache e incidendo anche dischi in proprio, tra cui ricordiamo Rabbia e tango, con musiche di Astor Piazzolla e testi scritti da Duilio Del Prete in collaborazione con Angela Denia Tarenzi, e Canzoni in esilio, con brani scritti da Mikīs Theodōrakīs.

## Prosa teatrale
- Leonora di Ferruccio Troiani, regia di Vittorio Gassman. Teatro Valle di Roma, 2 aprile 1954.
- Immagini e tempo di Eleonore Duse di Luchino Visconti (1958)[1]
- Schweyk nella seconda guerra mondiale di Bertolt Brecht, regia di Giorgio Strehler. Piccolo Teatro di Milano, 25 gennaio 1961.
- La tragedia del vendicatore, Teatro Metastasio di Prato, 9 marzo 1970.[13]
- Confessione scandalosa di Ruth Wolff, regia di Giuseppe Patroni Griffi. Teatro della Pergola di Firenze, 6 ottobre 1977.
- La bugiarda di Diego Fabbri, regia di Giancarlo Cobelli. Teatro Quirino di Roma, 14 novembre 1978.
- Il cavaliere del pestello ardente, commedia di Francis Beaumont, autore: Duilio Del Prete, regista e interprete Edmonda Aldini, musiche: Mario Nascimbene. Teatro Stabile di Torino (1980)[14]
- Elena di Euripide, regia di Lorenzo Salveti, Borgio Verezzi, 4 agosto 1982.

## Prosa radiofonica Rai
- La dama e gli ussari di Aleksander Fredro, regia di Pietro Masserano Taricco, trasmessa il 23 settembre 1953.
- I poeti servono a qualche cosa di Nicola Manzari, regia di Umberto Benedetto, trasmessa il 29 aprile 1954.
- Gli ultimi cinque minuti di Aldo De Benedetti, regia di Pietro Masserano Taricco, trasmessa il 10 giugno 1954.
- La ragazza e i soldati, radiodramma di Gino Pugnetti, regia di Pietro Masserano Taricco, trasmessa il 27 aprile 1955.
- Fuochi d'artificio, commedia di Luigi Chiarelli, regia di Umberto Benedetto, trasmessa il 17 maggio 1955.
- Il ritorno di Ulisse di Stanisław Wyspiański, regia di Pietro Masserano Taricco, trasmessa il 7 ottobre 1955.
- Addio giovinezza! di Sandro Camasio e Nino Oxilia, regia di Umberto Benedetto, trasmessa il 20 ottobre 1955.
- La bella sentinella, commedia in tre atti di Mario Pompei, regia di Umberto Benedetto, trasmessa il 6 aprile 1959.
- La doppia incostanza, commedia di Pierre de Marivaux, regia di Luciano Mondolfo, trasmessa 19 dicembre 1963.

## Prosa televisiva Rai
- Il dottor Antonio, regia di Alberto Casella, sceneggiato di 4 puntate dal 16 novembre al 7 dicembre 1954.
- Ifigenia in Tauride, regia di Orazio Costa e Mario Ferrero, trasmessa il 2 settembre 1957.
- Otello, regia di Vittorio Gassman, trasmessa il 15 settembre 1957.
- Oreste, regia di Anton Giulio Majano, trasmessa il 3 aprile 1958.
- Fuentovejuna di Lope de Vega, regia di Anton Giulio Majano, trasmessa il 3 aprile 1959.
- Le troiane, regia di Claudio Fino, trasmessa il 7 ottobre 1960.
- Don Gil dalle calze verdi di Tirso de Molina, regia di Guido Salvini, trasmessa il 8 marzo 1961.
- Gli occhi consacrati di Roberto Bracco, regia di Carlo Di Stefano, trasmesso sul Programma Nazionale il 2 luglio 1965.
- La maschera e il volto, regia di Flaminio Bollini, trasmessa il 16 luglio 1965.
- Il terzo visitatore, regia di Enrico Colosimo, trasmessa il 24 agosto 1966.
- La regina e gli altri insorti, regia di Ottavio Spadaro, trasmessa il 28 gennaio 1969.
- Nero Wolfe, episodio Un incidente di caccia, regia di Giuliana Berlinguer, trasmesso il 13-15 luglio 1969.
- La figlia di Iorio, regia di Silverio Blasi, trasmessa nel giugno del 1974.
- L'armadietto cinese di Aldo De Benedetti, regia di Giacomo Colli (1975)
- Adorabile Giulia di Marc-Gilbert Sauvajon, regia di Fulvio Tolusso, trasmessa il 20 giugno 1975.

## Filmografia parziale
- Ro.Go.Pa.G., regia di Pier Paolo Pasolini, episodio La ricotta (1963)[1]
- Brigitte, Laura, Ursula, Monica, Raquel, Litz, Maria, Florinda, Barbara, Claudia e Sofia, le chiamo tutte "anima mia", regia di Mauro Ivaldi (1974)
- Yerma, regia di Marco Ferreri – film TV (1977)

## Doppiaggio
- Joana Fomm in Dancin' Days
- Faye Dunaway in Il caso Thomas Crown

## Discografia

### Album
- 1969 – Un quarto di vita (Durium, ms AI 77220; con Giorgio Gaslini e I Nuovi Angeli)
- 1970 – Canzoni in esilio (Dischi Ricordi, SMRP 9072)
- 1973 – Rabbia e tango (Dischi Ricordi, SMRL 6117)
- 1978 – Canto per un seme (con Inti-Illimani e Isabel Parra) (Vedette Records)
- 1993 – Edmonda canta Edmonda - Le mille voci dell'amore (Fonit Cetra, TLPX 346)

## Premi e riconoscimenti
Premio Ubu - 1985/1986
Migliore attrice per Ignorabimus di Arno Holz Regia Luca Ronconi
Premio Maschera d'argento - 1983
Per Alcestina di Riccardo Bacchelli, e per il complesso della sua attività artistica
Premio Maschera d'argento - 1981
Per le dieci puntate della trasmissione ideata e cantata da Edmonda Aldini Quando la canzone è poesia
Premio Maschera d'argento - 1980
Per la Yerma televisiva di Federico García Lorca, regia di Marco Ferreri
Premio Biglietto d'oro di Taormina - 1979
Per il grande successo di pubblico quale protagonista di La donna sul letto di Franco Brusati
Premio Maschera d'oro di Saint Vincent - 1977
Miglior attrice dell'anno per Appuntamento con la signorina Celeste di Salvato Cappelli
Premio Eschilo d'oro - 1968
per Antigone di Sofocle (XIX ciclo di spettacoli classici Teatro Greco di Siracusa - regia di Mario Ferrero
Premio Maschera d'argento - 1965
per Musetta nello sceneggiato musicale di Ghigo de Chiara, tratto da Murger, regia di Silverio Blasi
Premio Maschera d'argento - 1964
Per miglior presentatrice televisiva dell'anno - rubrica di lettere e arti